# 预警卫星

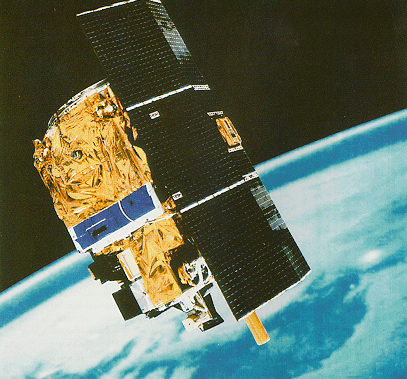
MTS-1衛星

预警卫星一般发射在地球同步轨道上，卫星上装有高精度的探测器。主要是用于监视地面的情况，一旦敌方发射导弹等，预警卫星可以在几分钟内探测出来，并根据导弹飞行弹道计算出其落点和攻击目标，并把信息成传到指挥中心，提醒作好反击准备。
较有代表性的预警卫星是美国代号为647的早期预警卫星。该卫星上装有一个巨大的红外线望远镜探测器，镜头内的探测器，每隔10秒钟对地面扫描扫描一次，并每隔30秒钟向地面发送一次图像，一旦情况异常，卫星就会连续不断的向地面发送图象。卫星还可以识别目标的真假。2到3颗卫星就可以组成一个预警网，美国从1970年到1982年间就发射了13颗预警卫星。

## 参看
- 人造卫星
- 间谍卫星
- 反卫星卫星